# Cecil Whitfield Davies
Cecil Whitfield Davies (* 1895; † 1. März 1978) war ein Elektrochemiker, der das Verhalten der Elektrolyte erforschte und der 1938 die nach ihm benannte Davies-Gleichung aufgestellt hat.
Davies studierte an der Universität Aberystwyth und erhielt dort 1923 den M.Sc. Ab 1928 arbeitete er am Battersea Polytechnic; 1944 kehrte er nach Aberystwyth zurück und wurde dort Professor am Lehrstuhl der Chemie. 1960 kehrte er wiederum nach Battersea zurück; er hatte im Battersea College of Technology und in der Folgeinstitution, der University of Surrey, eine Stelle in der Forschung inne. Wie das gesamte College zog er 1969 nach Guildford um.

## Werke (Auswahl)
- The conductivity of solutions and the modern dissociation theory (mehrere Ausgaben von 1929 bis 1933)
- Ion association (1962, OCLC 29297233)
- Electrochemistry (1967, auch spanisch)
- Principles of Electrolysis (11 Ausgaben von 1958 bis 1968)
- Dictionary of Electrochemistry (mit A. M. James und D. B. Hibbert, 1976, auch russisch)